# Ștefan Blaj
Ștefan Blaj (născut în comuna Treznea, județul Sălaj), este un general de brigadă medic, șef de secție la Spitalul Militar Central, conferențiar universitar doctor la UMF "Carol Davila" din București, specialitatea boli interne și gastroenterologie.